# Paromalus causticus
Paromalus causticus är en skalbaggsart som beskrevs av Sylvain Auguste de Marseul 1862. Paromalus causticus ingår i släktet Paromalus och familjen stumpbaggar. Inga underarter finns listade i Catalogue of Life.